# Nicolas Coster
Nicolas Coster (Londra, 3 dicembre 1933 – Hallandale Beach, 26 giugno 2023) è stato un attore britannico naturalizzato statunitense.

## Biografia
Si formò presso la Royal Academy of Dramatic Art. Attivo dal 1951 al terzo millennio sulle scene, in tv e al cinema, lavorò quasi sempre negli USA, Paese in cui si trasferì definitivamente nel 1954. Negli anni ottanta e novanta divenne un popolare volto televisivo per aver interpretato il ruolo di Lionel Lockridge, uno dei personaggi ricorrenti nella soap opera Santa Barbara. Tra i film a cui prese parte, si citano Tutti gli uomini del presidente (1976), Il cavaliere elettrico (1979), Reds (1981) e Affari d'oro (1988).
All'attività artistica affiancò quella di istruttore sub, coinvolgendo nelle immersioni anche persone disabili.
Coster è morto nel 2023, quasi novantenne, in un ospedale della Florida.

## Vita privata
Ebbe due figli da Candace Hilligoss, sua unica moglie. La coppia divorziò nel 1981.

## Filmografia parziale

### Cinema
- Il cacciatore di fortuna (The Outcast), regia di William Witney (1954)
- Allarme sezione omicidi (City of Shadows), regia di William Witney (1955)
- Nodo scorsoio (My Blood Runs Cold), regia di William Conrad (1965)
- The Sporting Club, regia di Larry Peerce (1971)
- Tutti gli uomini del presidente (All the President's Men), regia di Alan J. Pakula (1976)
- MacArthur il generale ribelle (MacArthur), regia di Joseph Sargent (1977)
- Moses Wine detective (The Big Fix), regia di Jeremy Kagan (1978)
- Ballando lo slow nella grande città (Slow Dancing in the Big City), regia di John G. Avildsen (1978)
- Goldengirl - La ragazza d'oro (Goldengirl), regia di Joseph Sargent (1979)
- Noi due soli (Just You and Me, Kid), regia di Leonard Stern (1979)
- Airport '80 (The Concorde ... Airport '79), regia di David Lowell Rich (1979)
- Il cavaliere elettrico (The Electric Horseman), regia di Sydney Pollack (1979)
- Nessuno ci può fermare (Stir Crazy), regia di Sidney Poitier (1980)
- Caccia implacabile (The Pursuit of D.B. Cooper), regia di Roger Spottiswoode (1981)
- Reds, regia di Warren Beatty (1981)
- Affari d'oro (Big Business), regia di Jim Abrahams (1988)
- Il matrimonio di Betsy (Betsy's Wedding), regia di Alan Alda (1990)

### Televisione
- Squadra speciale anticrimine (The Felony Squad) – serie TV, episodi 1x14 (1966)
- Charlie's Angels – serie TV, episodio 2x10 (1977)
- La casa nella prateria (Little House on the Prairie) – serie TV, episodio 4x16 (1978)
- L'incredibile Hulk (The Incredible Hulk) – serie TV, episodio 3x02 (1979)
- Destini (Another World) – soap opera, 7 puntate (1970-1980)
- Lobo – serie TV, 15 episodi (1980-1981)
- L'albero delle mele (The Facts of Life) – serie TV, 5 episodi (1982-1988)
- La signora in giallo (Murder, She Wrote) – serie TV, episodio 5x12 (1989)
- Santa Barbara – soap opera, 599 puntate (1984-1993)
- Star Trek: The Next Generation – serie TV, episodio 3x16 (1990)
- Beverly Hills 90210 – serie TV, episodio 1x19 (1991)
- Cold Case - Delitti irrisolti (Cold Case) – serie TV, episodio 4x10 (2006)

## Doppiatori italiani
Nelle versioni in italiano delle opere in cui ha recitato, Nicolas Coster è stato doppiato da: 
- Luciano De Ambrosis in Tutti gli uomini del presidente, Cold Case - Delitti irrisolti
- Michele Kalamera in Quelli della pallottola spuntata, Affari d'oro
- Gabriele Carrara ne La signora in giallo, Santa Barbara (2ª voce)
- Manlio De Angelis in MacArthur il generale ribelle
- Luciano Roffi in La casa nella prateria
- Sergio Tedesco in Caccia implacabile
- Orlando Mezzabotta in Una vita da vivere
- Guido De Salvi in Santa Barbara (1ª voce)
- Cesare Barbetti in Alfred Hitchcock presenta
- Sergio Graziani in Star Trek: The Next Generation
- Paolo Buglioni in Law & Order - I due volti della giustizia (ep. 4x02)
- Ugo Maria Morosi in The Young Pope
- Stefano Oppedisano in Dead to Me - Amiche per la morte
- Mino Caprio in Better Things